# Щиглик (рід птахів)
Щиглик, щиголь (Carduelis) — рід горобцеподібних птахів родини в'юркових (Fringillidae).

## Види

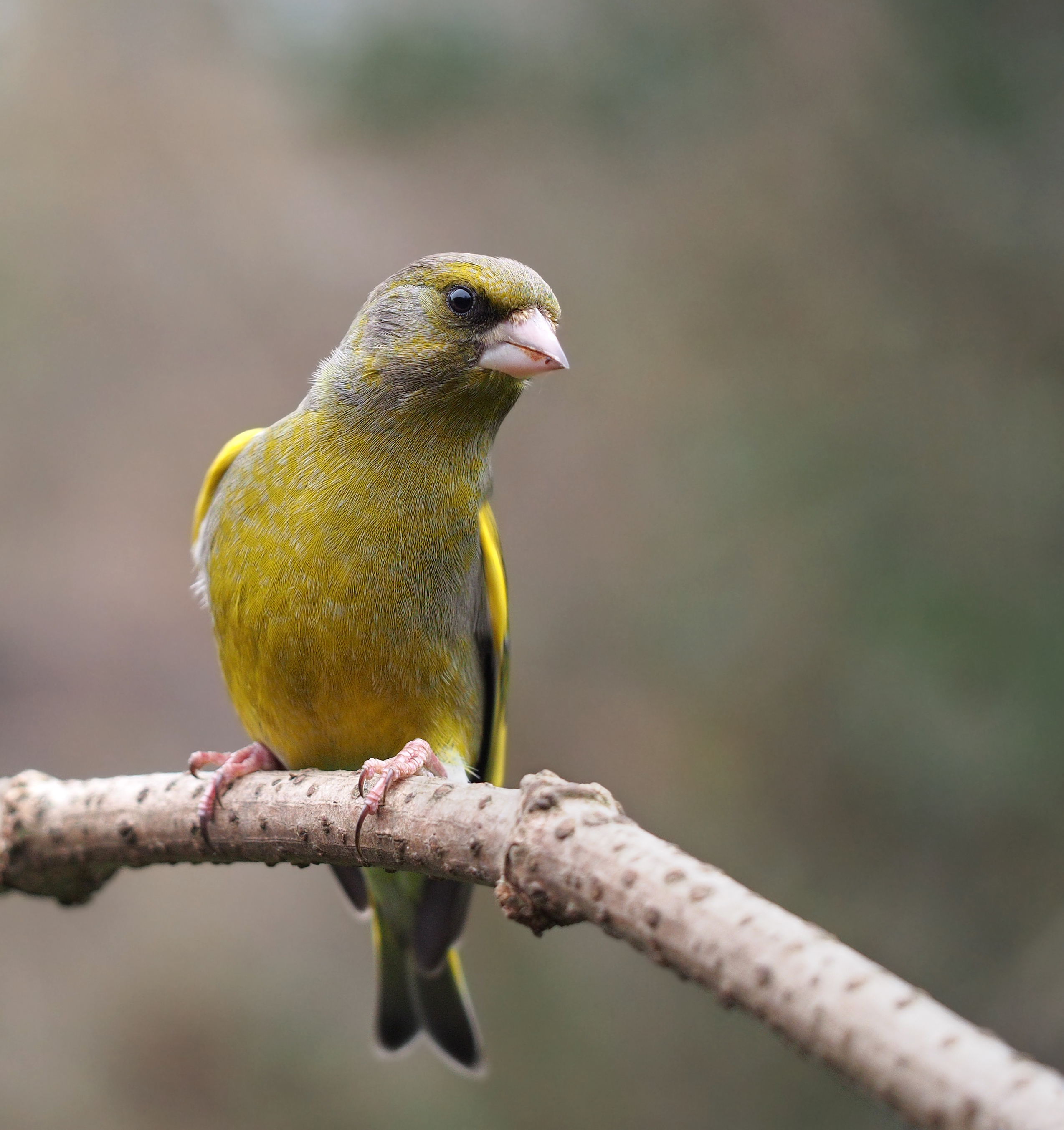
Chloris chloris

- Підрід Зеленяк (Chloris)
  - Carduelis ambigua — зеленяк чорноголовий
  - Carduelis chloris — зеленяк
  - Carduelis monguilloti — зеленяк в'єтнамський
  - Carduelis sinica — зеленяк китайський
  - Carduelis spinoides — зеленяк гімалайський
- Підрід Чечітка (Acanthis)
  - Carduelis hornemanni — чечітка біла
  - Carduelis flammea — чечітка звичайна
  - Carduelis cabaret — чечітка маленька
- Carduelis sensu stricto 
  - Група Carduelis
    - Carduelis carduelis — щиглик звичайний
    - Carduelis citrinella — чиж цитриновий
    - Carduelis corsicana — чиж корсиканський

  - Група Linaria
    - Carduelis cannabina — коноплянка
    - Carduelis johannis — чечітка сомалійська
    - Carduelis yemenensis — чечітка єменська
    - Carduelis flavirostris — чечітка гірська

  - Група Spinus
    - Carduelis atrata — чиж чорний
    - Carduelis atriceps — чиж гватемальський
    - Carduelis barbata — чиж бородатий
    - Carduelis crassirostris — чиж товстодзьобий
    - Carduelis cucullata — чиж червоний
    - Carduelis dominicensis — чиж антильський
    - Carduelis lawrencei — чиж масковий
    - Carduelis magellanica — чиж чорноголовий
    - Carduelis notata — чиж неотропічний
    - Carduelis olivacea — чиж оливковий
    - Carduelis pinus — чиж сосновий
    - Carduelis psaltria — чиж малий
    - Carduelis siemiradzkii — чиж еквадорський
    - Carduelis spinescens — чиж андійський
    - Carduelis spinus — чиж
    - Carduelis tristis — чиж золотий
    - Carduelis uropygialis — чиж жовтогузий
    - Carduelis xanthogastra — чиж жовточеревий
    - Carduelis yarrellii — чиж бразильський

### Викопні види

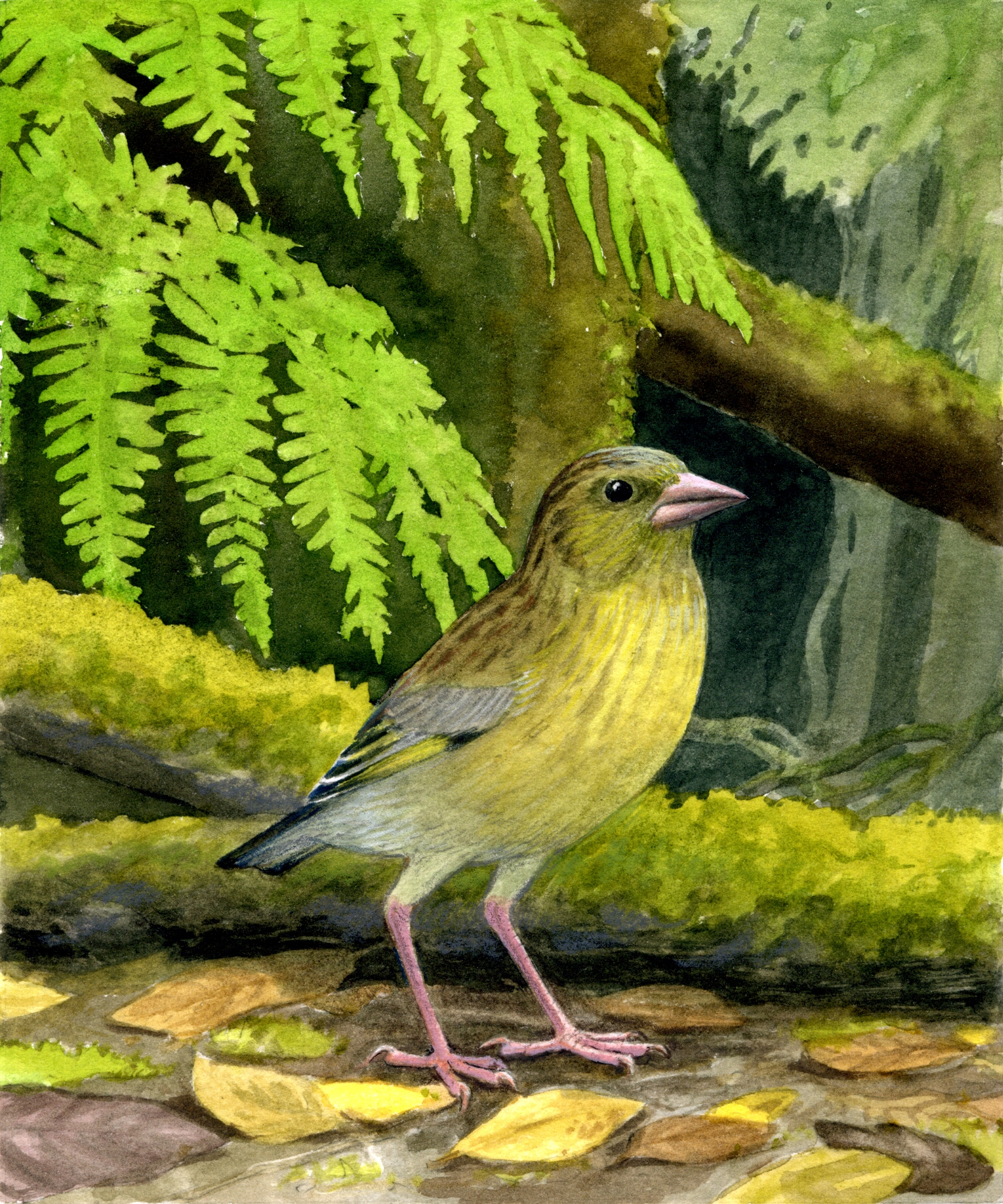
Реконструкція Carduelis aurelioi

- †Carduelis triasi
- †Carduelis aurelioi